# (3612) Peale
(3612) Peale (1982 TW) – planetoida z pasa głównego asteroid okrążająca Słońce w ciągu 3,81 lat w średniej odległości 2,44 au Odkrył ją Edward Bowell 13 października 1982 roku.